# Говелл (Мічиган)
Говелл (англ. Howell) — місто (англ. city) в США, в окрузі Лівінгстон штату Мічиган. Населення — 10 068 осіб (2020).

## Географія
Говелл розташований за координатами 42°36′29″ пн. ш. 83°56′4″ зх. д. / 42.60806° пн. ш. 83.93444° зх. д. (42.608129, -83.934339).  За даними Бюро перепису населення США в 2010 році місто мало площу 12,82 км², з яких 12,31 км² — суходіл та 0,51 км² — водойми.

## Демографія
Згідно з переписом 2010 року, у місті мешкало 9489 осіб у 4028 домогосподарствах у складі 2237 родин. Густота населення становила 740 осіб/км².  Було 4551 помешкання (355/км²).
Расовий склад населення:
| - 94,8 % — білих - 1,1 % — азіатів - 0,7 % — корінних американців - 0,4 % — чорних або афроамериканців - 0,3 % — вихідців з тихоокеанських островів - 1,3 % — осіб інших рас |

До двох чи більше рас належало 1,3 %. Частка іспаномовних становила 3,5 % від усіх жителів.
За віковим діапазоном населення розподілялося таким чином: 23,2 % — особи молодші 18 років, 63,3 % — особи у віці 18—64 років, 13,5 % — особи у віці 65 років та старші. Медіана віку мешканця становила 35,2 року. На 100 осіб жіночої статі у місті припадало 93,2 чоловіків;  на 100 жінок у віці від 18 років та старших — 86,9 чоловіків також старших 18 років.
Середній дохід на одне домашнє господарство  становив 52 988 доларів США (медіана — 41 452), а середній дохід на одну сім'ю — 64 940 доларів (медіана — 55 551). Медіана доходів становила 43 803 долари для чоловіків та 35 000 доларів для жінок. За межею бідності перебувало 18,7 % осіб, у тому числі 29,4 % дітей у віці до 18 років та 7,6 % осіб у віці 65 років та старших.
Цивільне працевлаштоване населення становило 4327 осіб. Основні галузі зайнятості: виробництво — 21,0 %, освіта, охорона здоров'я та соціальна допомога — 18,2 %, роздрібна торгівля — 13,3 %, мистецтво, розваги та відпочинок — 10,5 %.